# 市村家橘 (17代目)
十七代目 市村 家橘（じゅうしちだいめ いちむら かきつ、1949年（昭和24年）1月21日 – ）は、歌舞伎役者、俳優。屋号は橘屋。定紋は根割り橘、替紋は左巻き七巻き半渦巻。伝統歌舞伎保存会会員。本名は市村 寿（いちむら ひさし）。
舞踊名「村山右近」。

## プロフィール
歌舞伎役者の二代目市村吉五郎と清元名取りの母の長男として生まれる｡
- 1956年7月： 歌舞伎座 『再茲歌舞伎花轢』（お祭）の倅芳松で市村寿を名乗り初舞台。
- 1967年10月： 歌舞伎座 『島鵆月白浪』（島鵆）のお仲ほかで十七代目市村家橘を襲名。
- 1973年7月： 名題昇進。
- 1979年：重要無形文化財（総合認定）に認定され、伝統歌舞伎保存会会員となる[1]。

## 係累
父方の養祖父は十五代目市村羽左衛門、また父方の実祖父である十二代目片岡仁左衛門の血筋を歌舞伎界に残す最後の役者である。片岡進之介、片岡孝太郎、六代目片岡愛之助はいずれも義理の三従弟（親同士が又従兄弟）。
弟は江戸浄瑠璃清元節の清元佳栄太夫。一人娘の小川 彩 (AYA、SIZKU)は元女優であり、歌やデザインも手がけるアーティストの道を歩んでいる。
母方の曾祖父は五代目清元延寿太夫、祖父は四代目清元栄寿太夫。七代目清元延壽太夫は従弟、二代目尾上右近は従甥。

## 受賞歴
- 1959年： 大谷会長賞
- 1987年： 片岡仁左衛門賞
- 1991年： 歌舞伎座賞
- 1995年： 歌舞伎座賞
- 1997年： 眞山青果賞奨励賞
- 2000年： 眞山青果賞奨励賞

## 主な当たり役
- 『源平布引滝・実盛物語』の九郎助娘小万
- 『南総里見八犬伝』の犬川荘助
- 『天衣紛上野初花・河内山』の和泉屋清兵衛

その他多数